# Морозов, Николай Андреевич (полный кавалер ордена Славы)
Никола́й Андре́евич Моро́зов (1925—1979) — участник Великой Отечественной войны, полный кавалер ордена Славы.

## Биография
Родился 23 августа 1925 года в крестьянской семье в деревне Истопки Ельнинского уезда Смоленской губернии (ныне Ельнинский район, Смоленская область). После окончания 8 классов учился в политпросветтехникуме.
После начала Великой Отечественной войны оказался на оккупированной территории. С октября 1941 по август 1942 года, Николай Морозов, которому тогда было только 16 лет, был пулемётчиком в партизанском полку имени 24-й годовщины РККА, действовавшем на территории Смоленской области. После освобождения территории от фашистов, в сентябре 1943 года был призван в Красную Армию Всходским райвоенкоматом. С января 1944 года на фронте. Воевал на Ленинградском фронте в составе 109-й стрелковой дивизии 42-й армии. В марте 1944 года был ранен в ходе Ленинградско-Новгородской операции. В мае 1944 года — тяжёлое ранение.
После излечения служил разведчиком отдельной разведывательной роты в 1244-м стрелковом Рижском полку 374-й стрелковой Любанской дивизии, воевавшей в составе 1-й ударной армии, 3-го Прибалтийского фронта. Участвовал в боях под Нарвой, Выборгом, освобождал Прибалтику.
За отличие, проявленное в боях в Латвии, награждён в сентябре 1944 года орденом Славы 3-й степени, в марте 1945 года — орденом Славы 2-й степени. В октябре 1944 года награждён орденом Красной Звезды. 29 июня 1945 года старший сержант Н. А. Морозов Указом Президиума Верховного Совета СССР за мужество, отвагу и героизм, проявленные в борьбе с немецко-фашистскими захватчиками, награждён орденом Славы 1-й степени.
В 1946 году был демобилизован. После войны жил в городе Ельня, где работал инспектором районной конторы Вторчермета. Умер 11 июня 1979 года. Похоронен на братском кладбище.